# 机械翻页显示

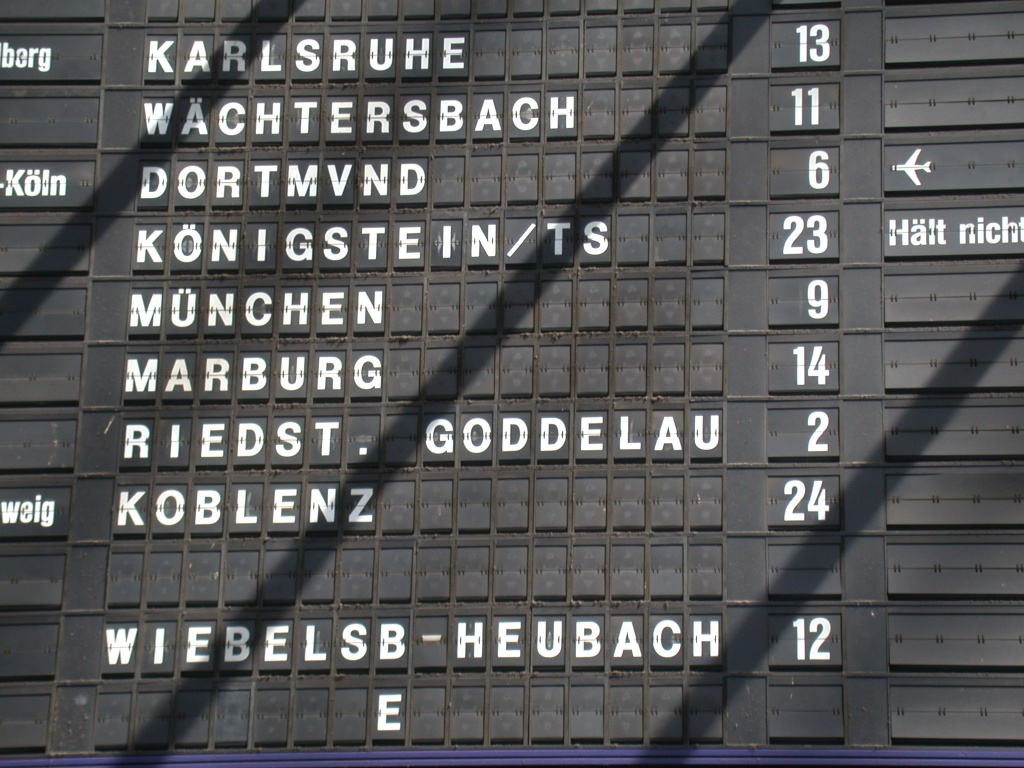
一块机械翻页显示板的一部分，2005年4月摄于德国法兰克福火车总站

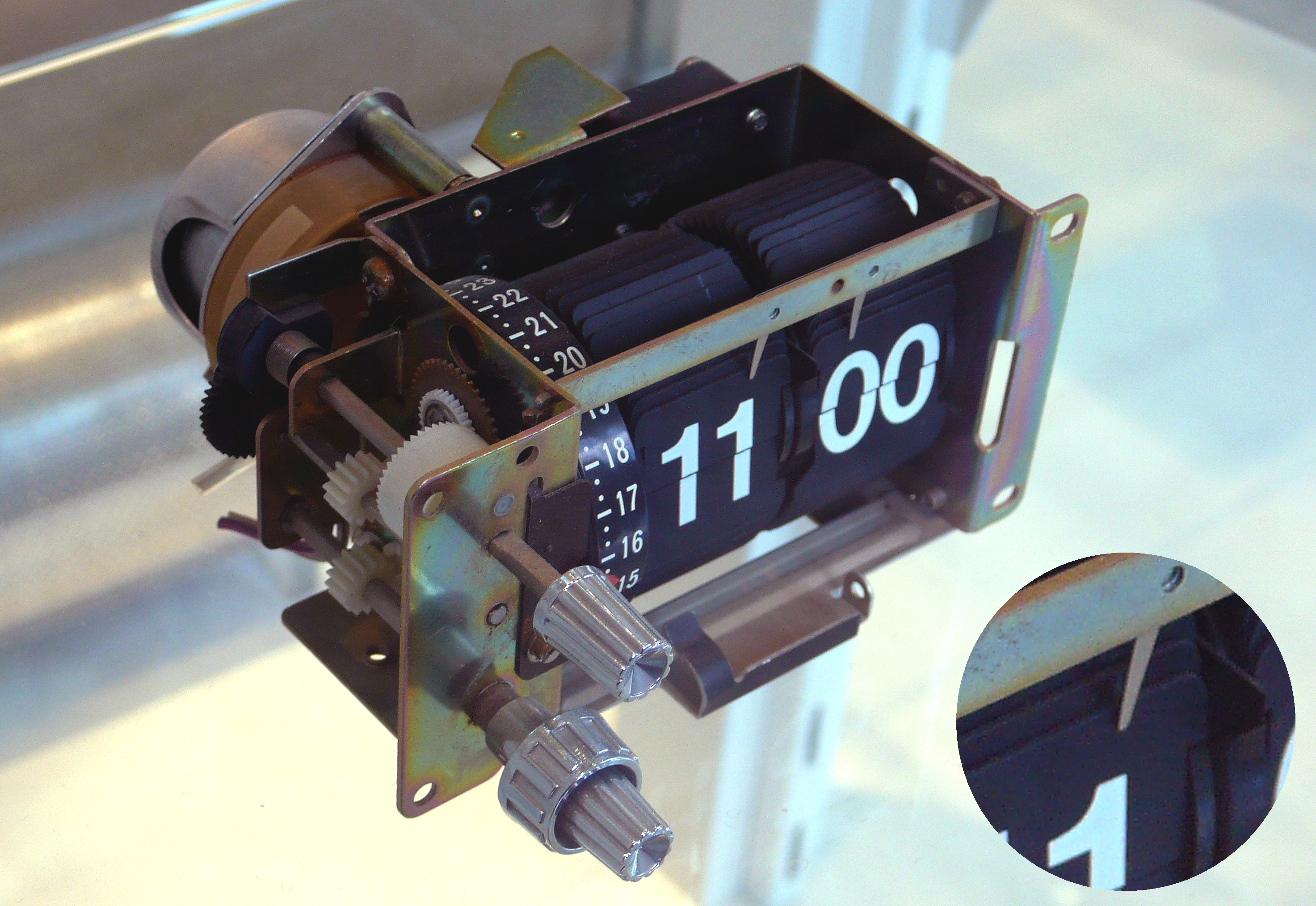
放大的翻頁鐘内部运作机构

显示翻页文字如何变化的动态原理图

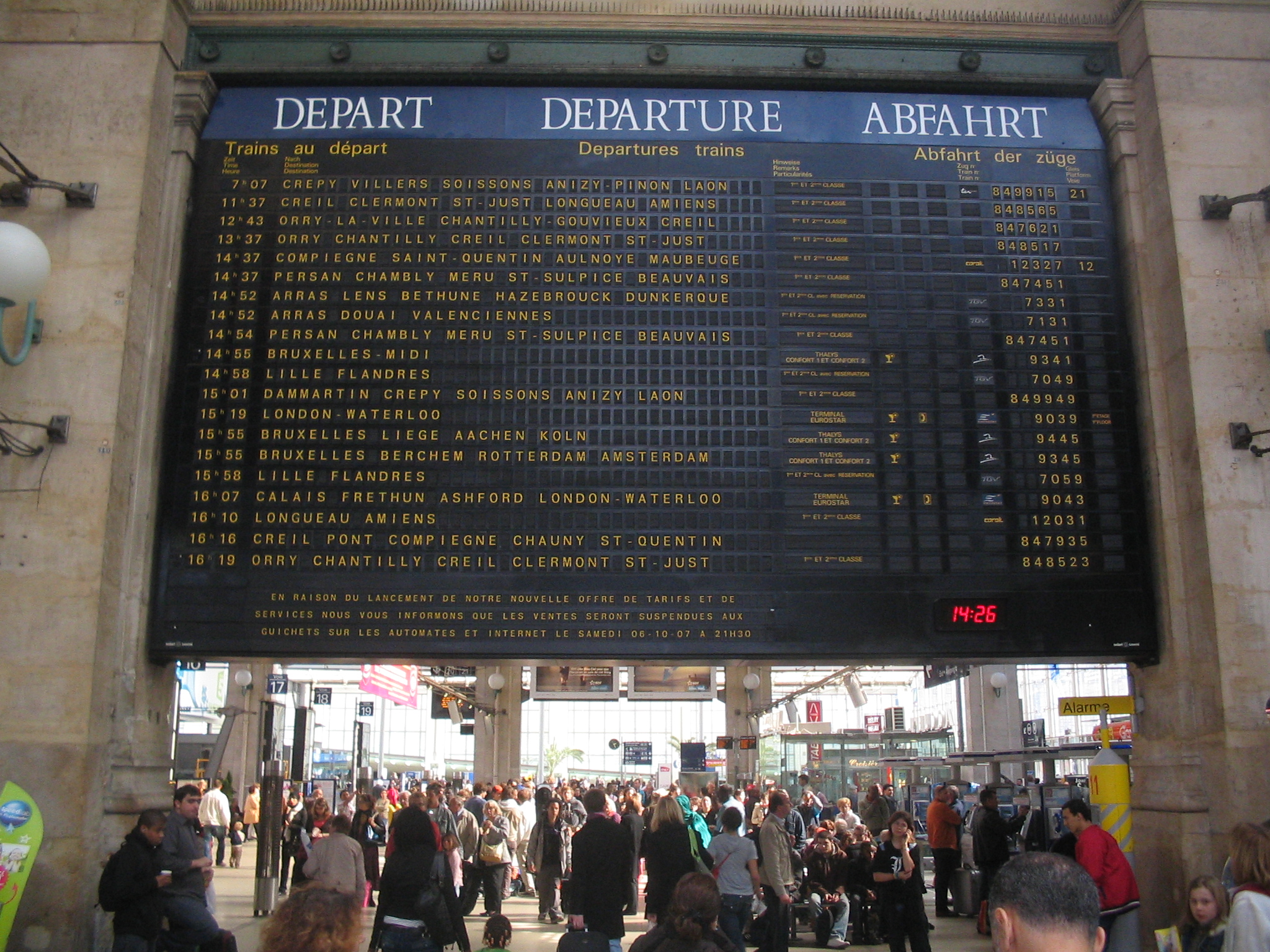
巴黎北站的机械翻页出发信息板

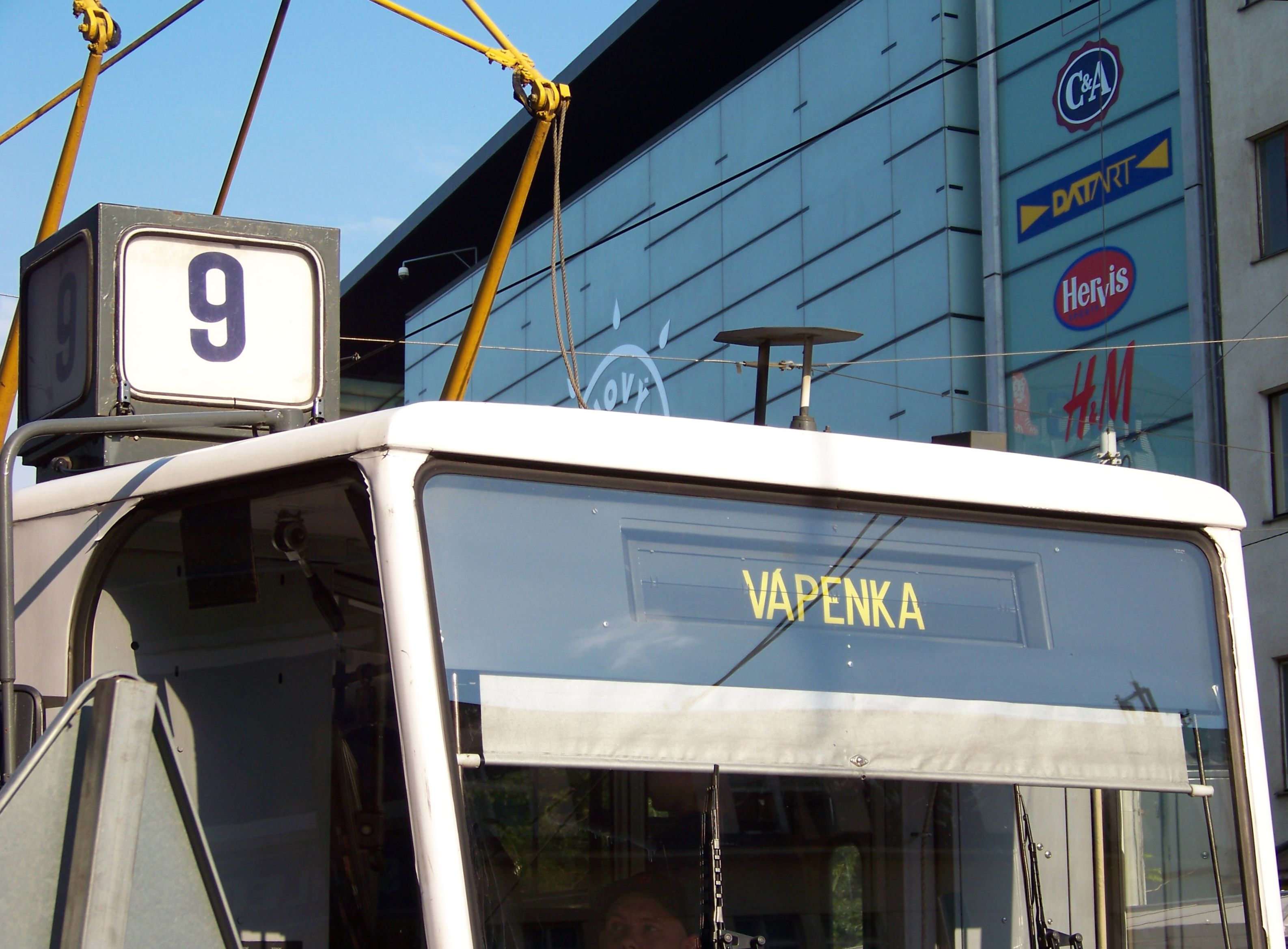
使用机械翻页显示的终点站名称，摄于捷克布拉格的一列ČKD太脱拉KT8D5有轨电车

机械翻页显示（英語：Split-flap Display），有时候简称为翻页显示（英語：Flap-Display），也译为翻牌显示（器；装置；系统），是一种机电显示设备，显示可改变的英數字元字符，有时亦有固定图形。
机械翻页显示经常被用作机场和铁路车站的公共运输时刻表，因意大利乌迪内的生产商Solari di Udine的缘故，经常被称为Solari显示板，在中欧国家，它们则因捷克生产商之故被称为Pragotron。
机械翻页显示曾广泛用于称为翻頁鐘的消费品钟表。

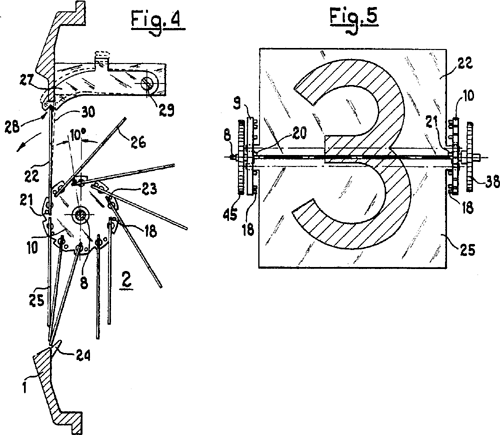
使用机械翻页显示的翻页钟的原理示意图

## 原理描述
每个字符或图形的位置都有一组翻板，以油漆或絲網印刷附上字符或图形；字符或图形从中截短，下半部分印在第一块翻板的背面，上半部分则位于第二块翻板的正面，同时第二块翻板的背面则印有下一个字符或图形的下半部分，以此类推。正面向外的翻板通常由上方一组弹簧拨片卡住，当旁边的驱动齿轮转动时，此前位于上方的翻板越过拨片下落，绕转轴翻动露出背面及印制的第二个字符/图形。循环往复，这些翻板精确地转动，以显示所需要的字符或图形。
这类显示装置，经常出现于铁路车站和机场，在那里作为航班信息显示系统，典型的是显示出发或到达班次的信息——尽管数字形式的现时更为常见。
有时翻板尺寸较大，可以显示整个单词；而在其他装置上是几个较小的翻板，每个显示单一字符。前一种方法受限于可以显示在翻板上的单词，而后者不然，输出的信息无需增加或替换翻板即可改变（尽管图象需要）。在右侧图中的法兰克福火车总站的例子中，图片中部的目的地分拆为字母显示，而左右两侧的信息则各占据一整个翻板的位置。
在无电或断电时机械翻页显示的内容将冻结。 首先这或是一个优势，因为信息仍然是正确的；但当信息变得过时，则可能比没有任何信息更糟。
点阵磁翻（Flip-dot Display）和发光二极管（LED）显示可以在多数用途上替代机械翻页显示。这两种替代技术的输出信息更容易修改（对于图像只需重编程而无需替换实体部件），但受到低可读性困扰；它们的刷新速率更高，而机械翻页显示常常必须通过多种状态间的变换来轮转。
机械翻页显示相对于这些替代技术的优势包括：
- 在多数光照条件下，有更高的可见度和更广的可视角度（英语：Viewing angle）；
- 显示内容维持静态不变时，极低或无电力消耗；
- 当信息更新时独特的金属翻动声响吸引注意力； 马萨诸塞州海湾交通管理局为辖下波士顿北站和南站老化的Solari机械翻页显示板，设计了新的LED替代方案，新的显示设施发出模仿翻板动作的电子声音，以引导乘客注意列车上客状态更新。[2]

1970年代的许多电视游戏节目中使用了这类显示技术，作为选手台前的计分板。通常，翻板沿垂直轴线左右翻动——尽管沿水平轴线上下翻动的并非完全不为人知。游戏节目 家庭问答前几季使用了一个机械翻页显示装置作为游戏板的一部分（后续季度使用了更加现代化的数字显示，并最终直接改用一块大型平板显示器）。尼克国际儿童频道的游戏节目Make the Grade的游戏板，曾经是一个7×7的机械分页显示板，用以显示主题和万能卡，以及跟踪选手进展。GSN（游戏节目网）的电视游戏节目连锁反应使用计算机模拟的机械分页显示以展示一连串的不同单词。在意大利，机械分页显示已偶被用作公共交通车辆的线路牌，在1980年代中期的英国也短暂掀起过一阵类似的潮流。

## 在运输站场和业务中使用中
机械分页显示板目前正在以下站场使用：

### 澳大利亚
- 墨尔本机场（泰勒马林机场，IATA代码MEL），位于T2航站楼（国际航站楼）的澳洲航空头等舱休息室；
- 悉尼机场（IATA代码SYD），位于澳洲航空头等舱休息室；
- 堪培拉机场（IATA代码CBR），位于主登机手续办理区域。

### 比利时
- 布鲁塞尔机场，坐落在离境大厅。

### 法国
法国的一些铁路车站仍然有一个或多个机械翻页显示屏，包括斯特拉斯堡、南特和图卢兹-马塔比欧车站。

### 德国

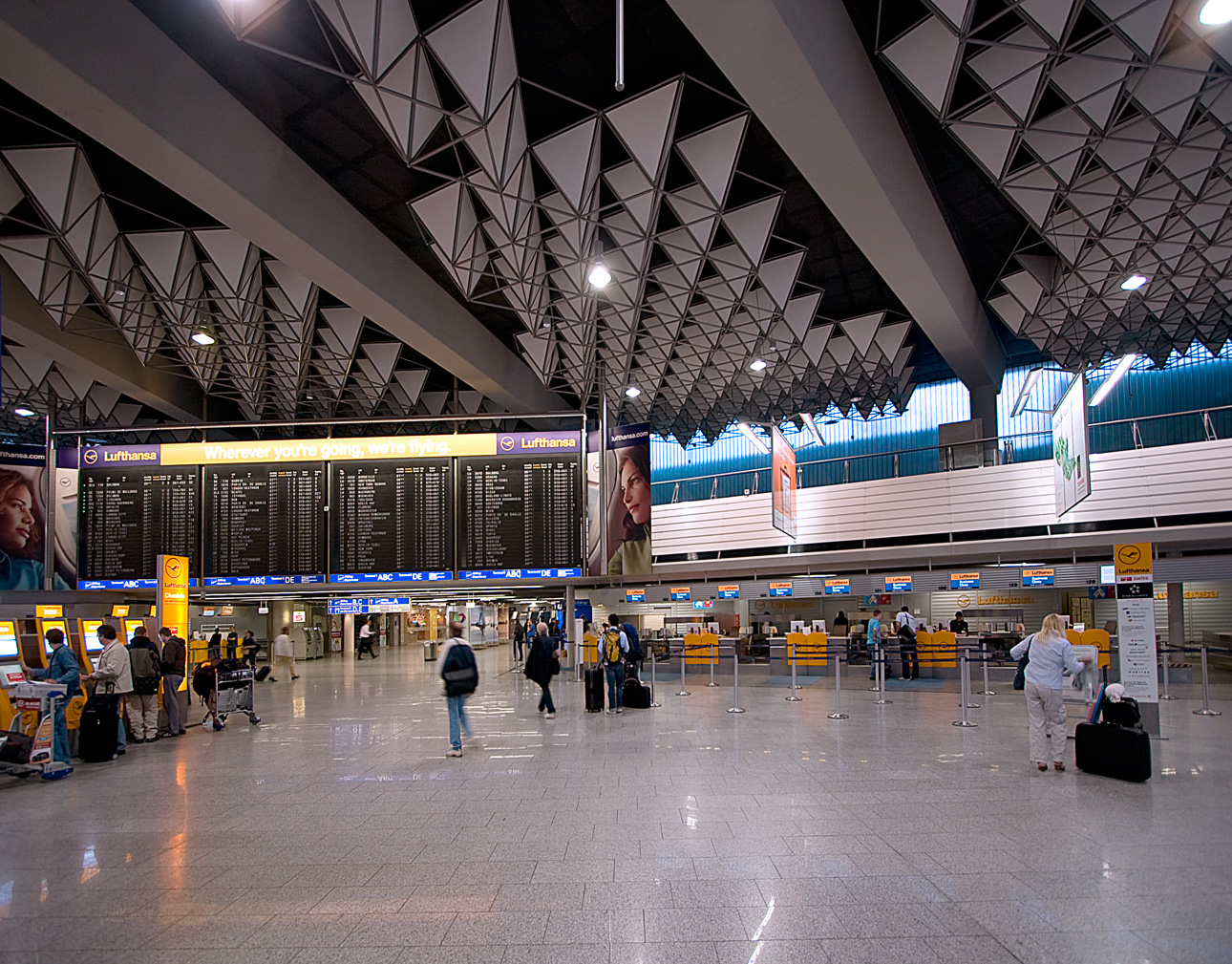
法兰克福机场A闸口登机手续办理区

- 法兰克福机场（美因河畔法兰克福，IATA代码FRA），Solari机械翻页显示屏遍布整个机场，截至2016年12月仍在使用；每一行末端有一对绿色和红色的灯，用闪光表示航班正在登机；显示屏列明每个航班的目的地、航班号及所属公司，还有离港登机口和时间；

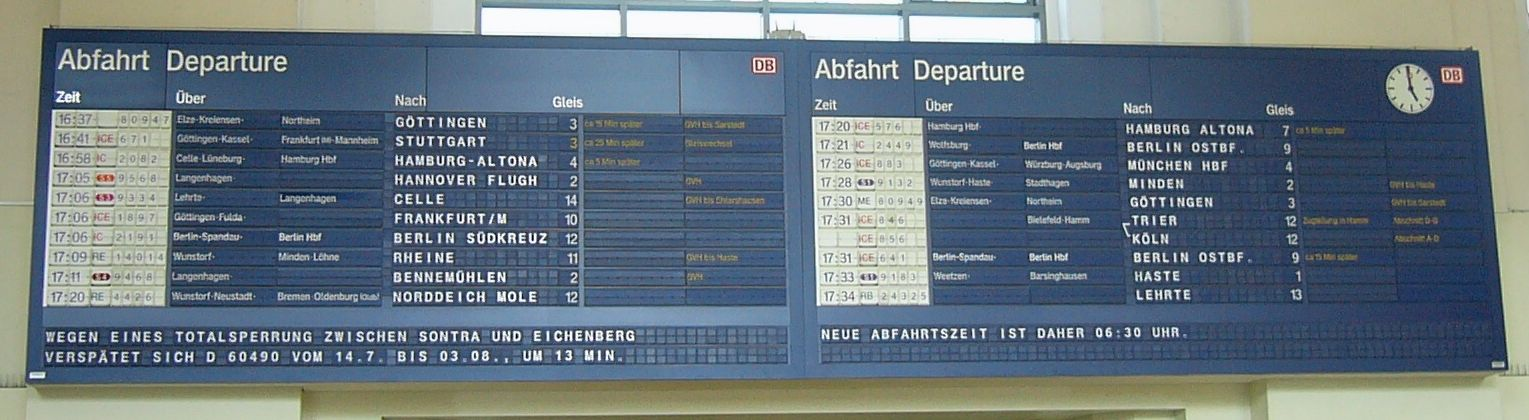
用作出发班次显示的机械翻页显示屏幕，摄于德国汉诺威中央火车站

- 德国铁路线网内遍布机械分页站台显示板。用作出发班次显示的机械翻页显示屏幕，摄于德国汉诺威中央火车站

### 希腊
在希腊，这些显示屏仍然普遍存在。大多数的机场和火车站有一个，最显眼的是雅典国际机场的两个巨大的显示屏。巴士站、电车站，及雅典的地铁和通勤铁路Proastiakos车站则使用电子显示器。

### 匈牙利
- 布达佩斯国际机场，在其登机手续办理大厅和到达厅。

### 印度
- 加尔各答机场，曾普遍存在于旧国内和国际航站楼；近年一体化的新航站楼改用电子显示。

### 意大利

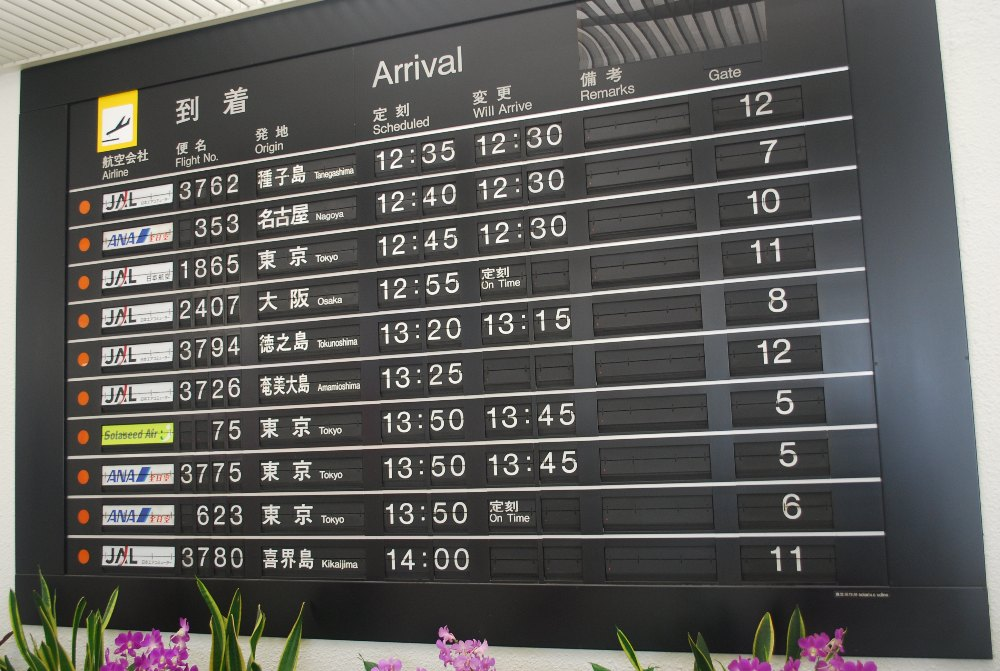
可见显示板左侧展示航空公司图案的位置，采用大块整体翻板，摄于日本鹿儿岛机场

- 可见显示板左侧展示航空公司图案的位置，采用大块整体翻板，摄于日本鹿儿岛机场罗马特米尼火车站，位于售票区域后轨道入口上方；此外，大多数RFI拥有的车站有机械分页显示板，现在已被LED屏幕取代。

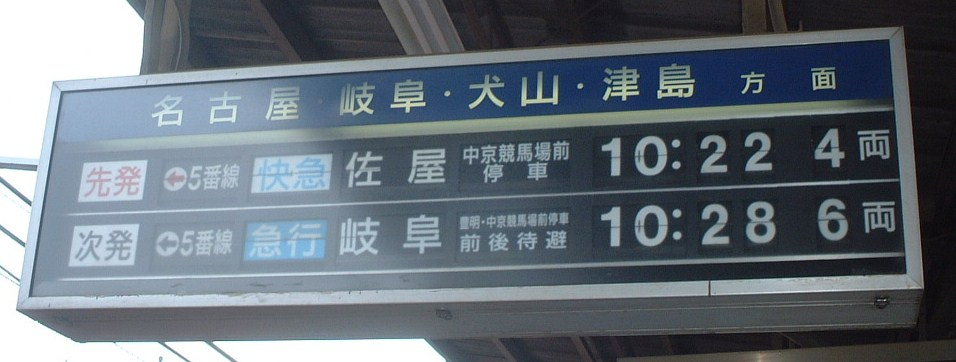
日本铁路使用的机械翻页显示板，除了列车时刻和目的地外，还有列车长度和种别，摄于名古屋铁道名古屋本线和三河线相接的知立站

- 米兰马尔彭萨机场，显示板设在登机手续区。

### 菲律宾
- 马尼拉尼诺伊·阿基诺国际机场，第1航站楼出发层，大厅及登机手续柜台上方，是航站楼最大的时刻表。

### 罗马尼亚
- 布加勒斯特奥托佩尼-亨利·科安达机场在国际出发区域有Solari机械翻页显示板，每行有一对红色的指示灯，以闪烁表示重要的信息如“正在登机”。

### 塞尔维亚
- 贝尔格莱德机场（尼古拉·特斯拉机场，IATA代码BEG）出发区域的两层均有Solari机械翻页显示板，截至2013年6月仍在使用中；每一行的两端都有一对红灯，闪烁表示航班正在登机或状态有其他变化；翻页显示板指示航班的目的地、航班号和运营公司，及登机口和起飞时间。

### 新加坡
- 新加坡樟宜机场（IATA代码SIN），第2航站楼（出发区）

### 斯里兰卡
- 班达拉奈克国际机场（亦称Katunayake国际机场或科伦坡国际机场，IATA代码CMB）第1航站楼。

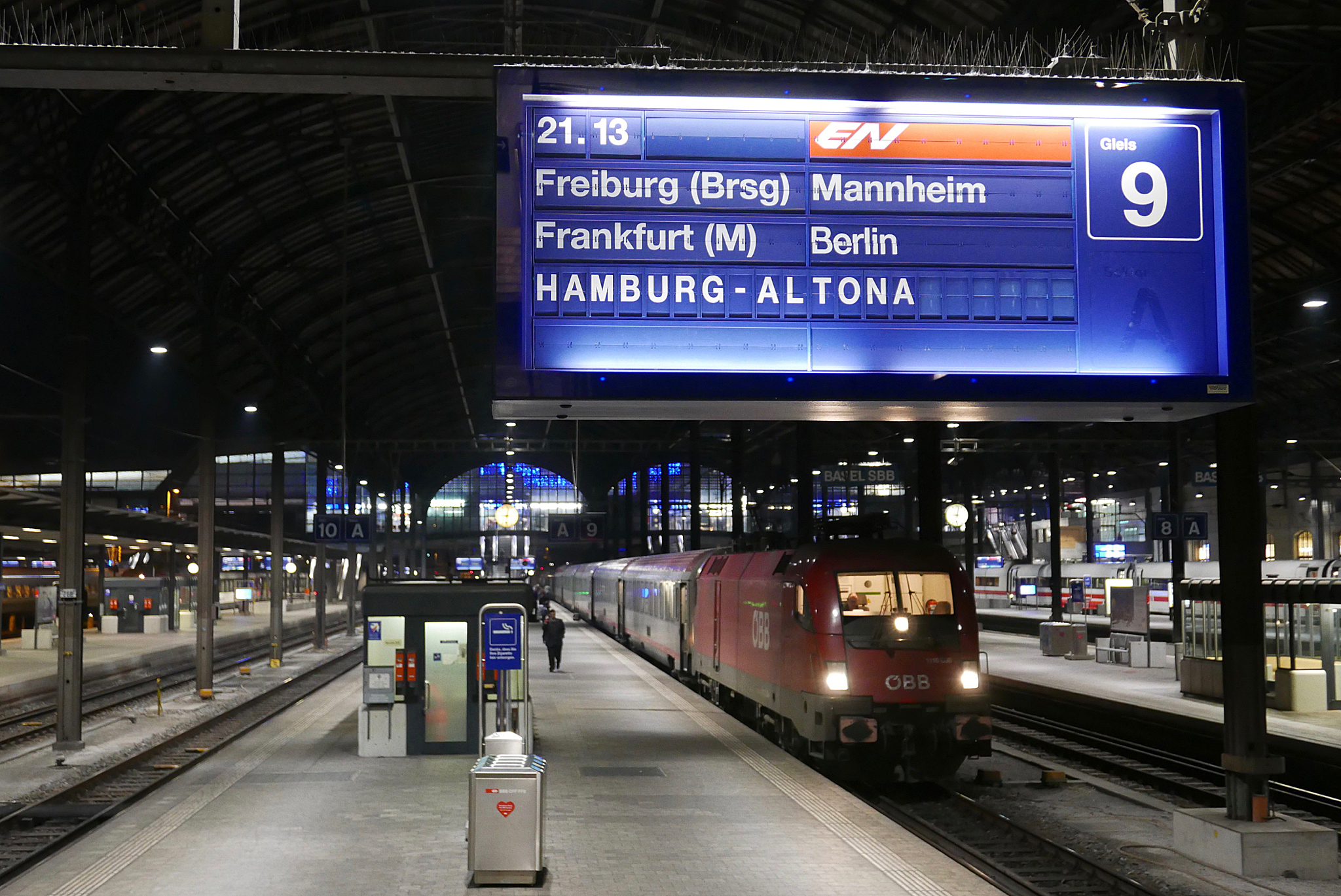
装设于瑞士巴塞尔瑞士车站站台的机械翻页显示板

### 瑞士
瑞士的多数主要铁路车站仍然有机械翻页显示板在运作。虽然站台上的翻页显示正在被液晶屏幕逐步取代，鉴于较数字显示具有更佳的可读性，多数主要铁路车站站厅内的大型综合出发信息板依然使用机械翻页显示。近年来，一些站甚至新装了机械翻页显示板，或者用新型号取代过时的。苏黎世火车总站大厅的主翻页显示板于2015年10月18日退役并拆除，由更大的新LED屏幕取代。

### 美国
- 大西洋城铁路总站（英语：Atlantic City Rail Terminal），位于候车区；
- 佛罗里达州杰克逊维尔国际机场，位于2楼的两个登机手续办理台之间；
- 路易斯安那州新奥尔良国家二战博物馆（英语：The National WWII Museum）有一个使用中的机械翻页显示板，悬挂于主中庭一座复制的铁路站台上方，显示列车出发时刻表；[5]
- 费城第30大街火车站，仅存于下层；悬挂于楼层中心位置的服务台上方，计划移除并由数字显示屏幕取代；[6]小型机械翻页显示板位于每条轨道的楼梯尽头；上层（SEPTA区域铁路（英语：SEPTA Regional Rail））使用显示器；
- 旧金山渡轮大厦，位于中央广场（Great Nave），于2013年新设置而非是前数字时代的遗产；
- 新泽西州锡考克斯（Secaucus）的Secaucus换乘站（英语：Secaucus Junction），上层车站大堂；
- 新泽西州特伦顿的特伦顿公共交通中心（Trenton Transit Center），轨道上方的站厅有两块低调并排的机械翻页显示板，由河线轻轨（River Line Light Rail）（英语：River Line (NJ Transit)）外的所有列车使用。

## 不再使用的显示板

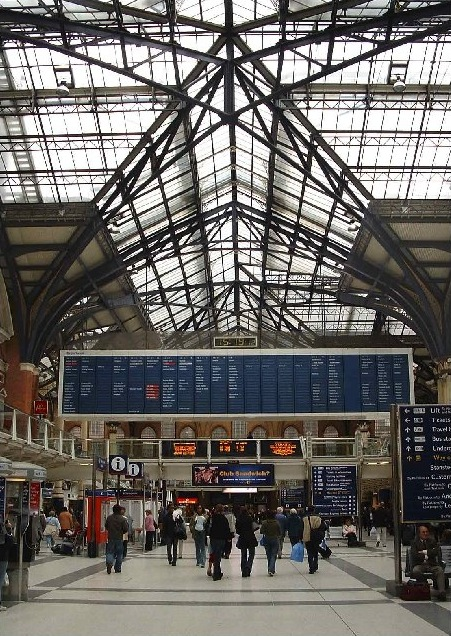
伦敦利物浦街车站的Solari机械翻页显示板（现已移除）

此前配备有这些翻页显示板的车站包括但不限于：

### 加拿大
- 蒙特利尔–米拉贝勒国际机场曾有这些显示板，在2002年机场拆除后被移除。两块离港信息板作为Matt Soar博士掌管的蒙特利尔标牌项目（Montréal Signs Project）的一部分，于康考迪亚大学重置作他用。[7]

### 塞浦路斯
- 拉纳卡国际机场的旧航站楼的离港及到达闸口均有此类显示板终端；在2009年航站楼关闭后显示板依然在原位。

### 香港
- 启德机场在出发区使用机械翻页显示，直至1998年机场关闭；
- 红磡站（前身为九龙站）在2001年翻新前，车站大堂使用机械翻页显示；
- 港铁港岛线沿线各站。
- 港澳碼頭。

### 印度
- 金奈国际机场在已关闭的旧航站楼入口使用机械翻页显示。

### 马其顿
在斯科普里，售票处上方的Solari机械翻页显示板，以西里尔字母显示一系列目的地，包括前南斯拉夫范围，例如科索沃波列（Косово поле）和蒂托夫韦莱斯（Титов Велес）以及西欧的目的地，如多特蒙德（Дортмунд）和巴黎里昂（парис лион）。截至2013年该显示板已停用，并至2015年8月为止已被售票处方面拆除废弃。站台上较小的Solari显示板至2015年8月仍在原处，但已停止使用。

### 波兰

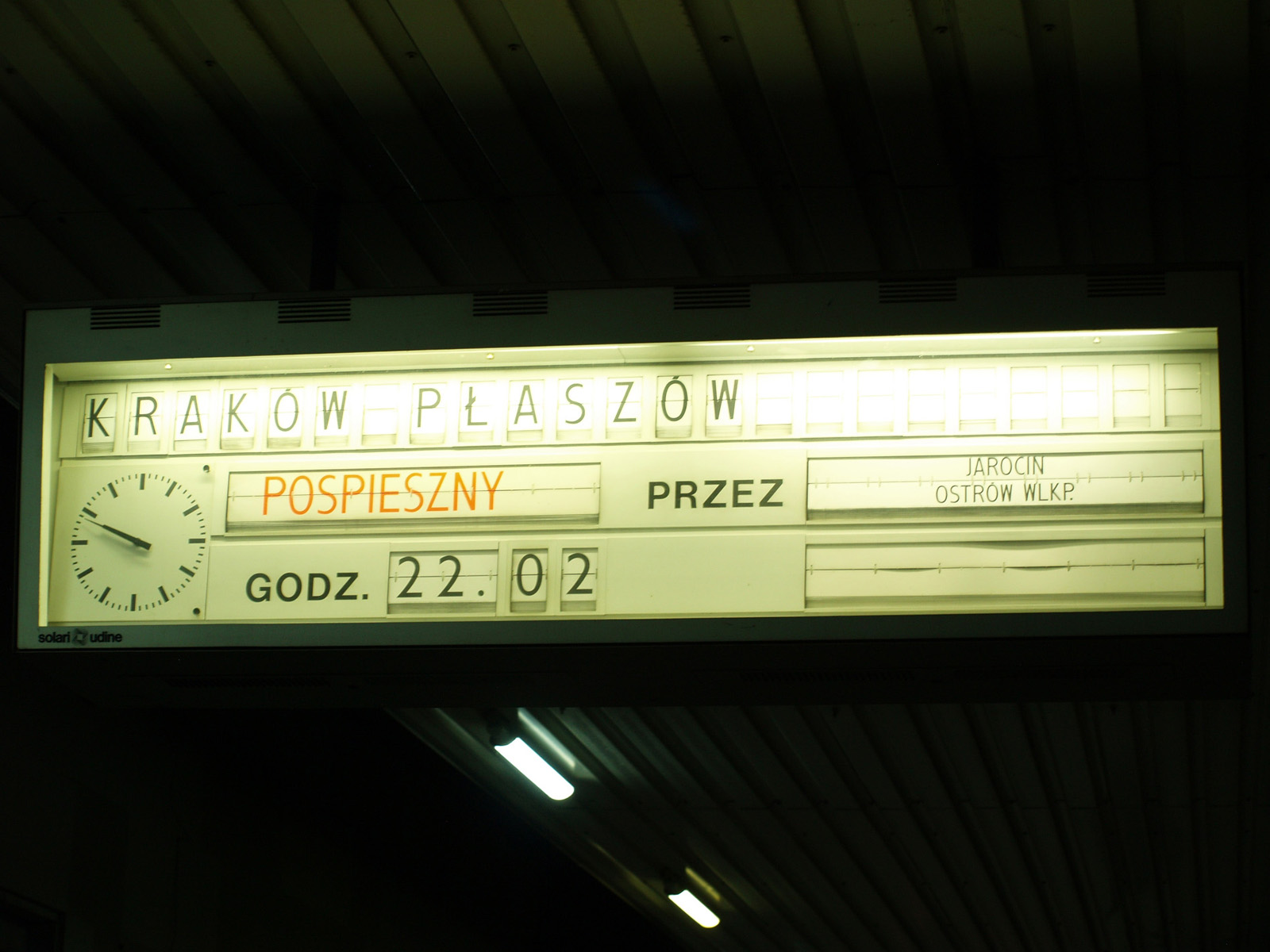
波兹南火车总站原有的机械翻页显示板

- 波兹南火车总站原有的机械翻页显示板波兹南火车总站，旧车站大楼大堂内和站台使用Solari机械翻页显示板，直到2012年；现已替换为数字显示。

### 英国
- 伦敦查令十字车站，翻页显示板分成两个部分，目的地分格有宣传图片，并且每个最多可显示两个中途停车站，运营商显示在停车站下方，但截至2007年7月18日，这些显示板已被拆除移走，由类似滑铁卢和维多利亚车站使用的LED屏幕代替。
- 伦敦利物浦街车站，显示板于2007年9月退出服务； 曾有一部摄像头用于播送频繁更新的显示板图像，但在2007年被换成一则中断告示；[8]显示板，如图所示是蓝色的，每格显示一个目的地，运营商显示在中途停站上方，并能显示一系列的特殊信息，包括“渡轮接驳（英语：Boat Train）”、“特别班次”、“国际列车”、“斯坦斯特德特快（英语：Stansted）”和“本列车已由道路替代运输服务接替”；
- 伦敦维多利亚车站，2004年11月被取代；
- 伦敦国王十字车站，2000年代初期被取代；
- 爱丁堡威瓦利站，取而代之的是一个LED出发信息板；
- 格拉斯哥皇后街站
- 格拉斯哥中央车站
- 伯明翰新街站，取而代之的是液晶显示屏；原显示板上的大钟幸存下来，并移至检票口上方，其余面板在2012年车站扩建部分开业前为广告代替；
- 曼彻斯特皮卡迪利站，作为车站再开发的一部分，2001年改为液晶屏幕；
- 布莱顿站，转用LED屏幕；原显示板的相当一部分由东南铁路网协会（Network SouthEast Railway Society）保存；[9]
- 雷丁站
- 伦敦滑铁卢站，2000年代早期由液晶屏幕取而代之，但仍闲置在原处直至2006年12月，让位予2007年3月投入使用的LED出发信息屏幕；
- 伦敦帕丁顿站，原有机械翻页显示板曾横跨站台上方，面对抵达旅客的背面用于刊登广告；
- 沃特福德交汇站，黑色的显示板各列均为翻页，服务银连郡县（Sliverlink County）往北安普顿、南方铁路往盖特威克机场的列车，和维珍铁路西海岸和第一苏格兰铁路往北威尔士、英格兰西北部和米德兰兹以及苏格兰各地；然而往伦敦尤斯顿的银连都市（Silverlink Metro）和往圣奥尔本斯座堂的银连郡县列车，中途停站信息是固定的，仅有下一班车时间可变，原因是所有班次停站相同。

### 美国
- 巴尔的摩宾夕法尼亚车站（2010年1月由LED屏幕取代）[10]；
- 波士顿南站主大厅，美铁及MBTA各一，2010年由统一的一块LED屏幕取代；
- 华盛顿杜勒斯国际机场曾有一块机械翻页显示板，时间从机场开幕的1962年至主航站楼扩建的约1991年；
- 美铁新卡罗尔顿站（于2010年1月移除）；
- 纽黑文联合车站（英语：New Haven Union Station），在往站台大厅（platform concourse）的楼梯上方，结合了美铁和大都会北方铁路的信息，于2014年10月19日被替换并捐赠予丹伯里铁路博物馆（Danbury Railroad Museum）（英语：Danbury Railway Museum）；
- 纽约市大中央总站，在总站重建施工期间由Solari公司提供的液晶单元取代；
- 纽约市宾夕法尼亚车站在美铁和长岛铁路（LIRR）部分都有此类翻页显示板；美铁部分的显示板显示出发信息，于2000年被液晶屏幕替换；长岛铁路部分的则除提供出发信息外，13号至21号轨道旁站台的亦显示列车停站和换乘信息，最后在2006年2月至4月的数周内陆续被取代，新的显示屏同样由Solari公司制造，结合使用了LCD和LED技术；
- 纽约现代艺术博物馆的永久藏品中有Solari机械翻页显示板，在设计馆（design wing）展出；藏品来自于米兰马尔彭萨机场，可以正常工作并向参观者显示原始的航班离港信息（但已设为美国东部时间）；[11]
- 纽瓦克宾夕法尼亚车站，设在候车区通向轨道场（track concourse）的入口上方，于2014年10月3日停用并计划由电子显示屏取代，最终于2015年3月30日移除；
- 普罗维登斯车站，位于候车区，为改用电子显示器而于2016年下半年移除[12]。

### 西班牙

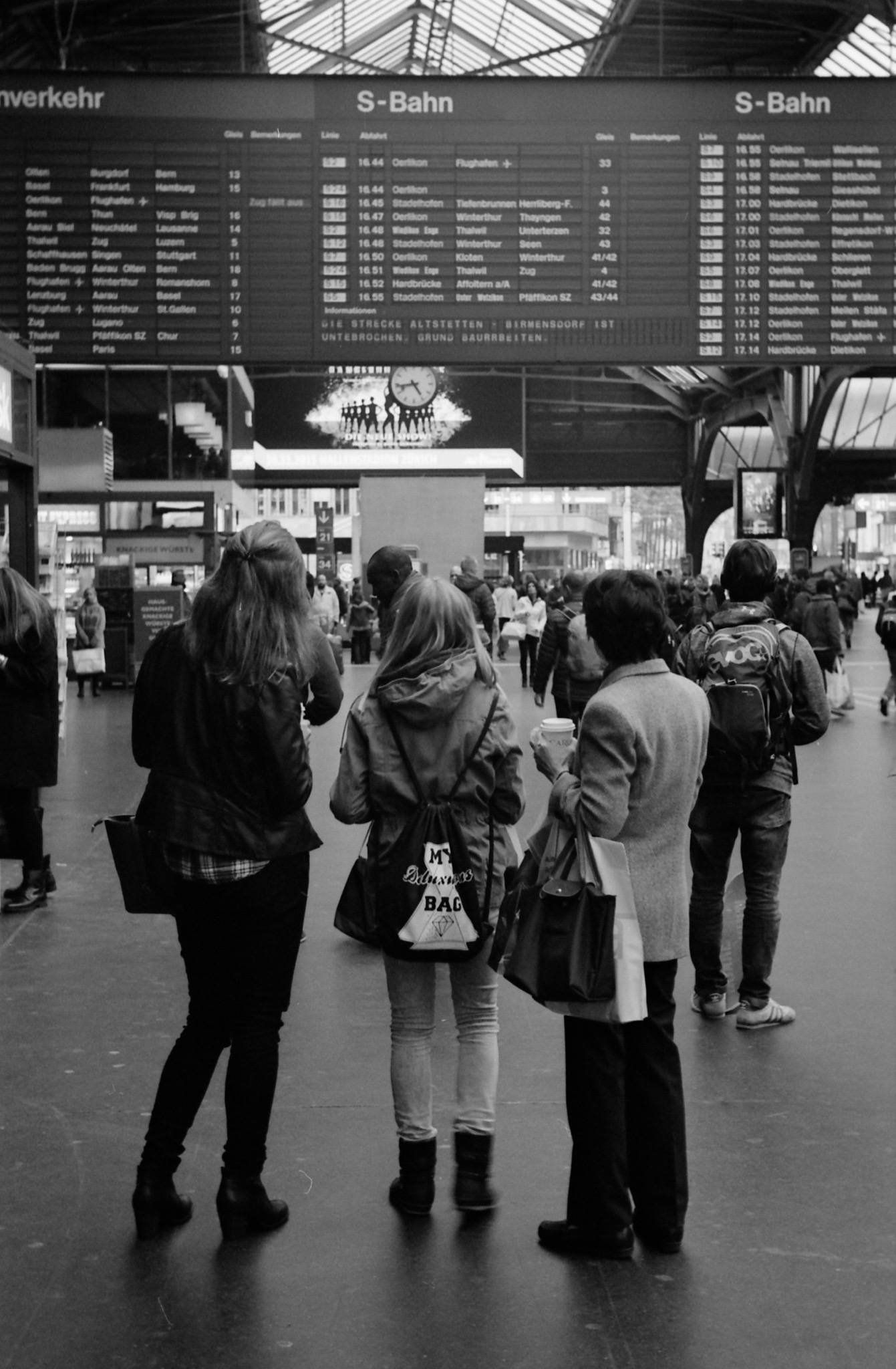
苏黎世火车总站原有的大型机械翻页显示板（照片扫描自黑白胶片）

- 巴塞罗那圣徒车站
- 马德里查马丁火车站

### 瑞士
- 阿劳车站（英语：Aarau Railway Station）[13]
- 伯尔尼车站
- 比尔车站（英语：Bern Railway Station）
- 布里格车站（英语：Biel Railway Station）（主厅的瑞士联邦铁路显示板）
- 庫爾车站（英语：Brig Railway Station）
- 弗里堡车站（英语：Chur Railway Station）
- 日内瓦科尔纳万车站
- 日内瓦机场车站（英语：Fribourg Railway Station）
- 洛桑车站
- 卢塞恩车站
- 纳沙泰尔车站（英语：Geneva Airport Railway Station）
- 奥尔滕车站（英语：Neuchâtel Railway Station）
- 温特图尔车站（英语：Olten Railway Station）

- 苏黎世火车总站

### 荷兰
自1980年代以来，除了乘客人数很低的车站，荷兰的所有铁路车站都在所有站台上装设有机械翻页显示板，以提供即将抵达列车的详细资讯。较大的车站也将这种样式的显示板装设于楼梯间和入口处，最繁忙的车站则有大型信息概览显示板设于主厅，例如阿姆斯特丹中央车站、乌得勒支中央车站和鹿特丹中央车站。2010至2012年期间，上述翻页显示板陆续停止运作。多数翻页显示被液晶屏幕代替，在某些直射阳光会过分影响可读性的情况下则使用LED。

### 台灣

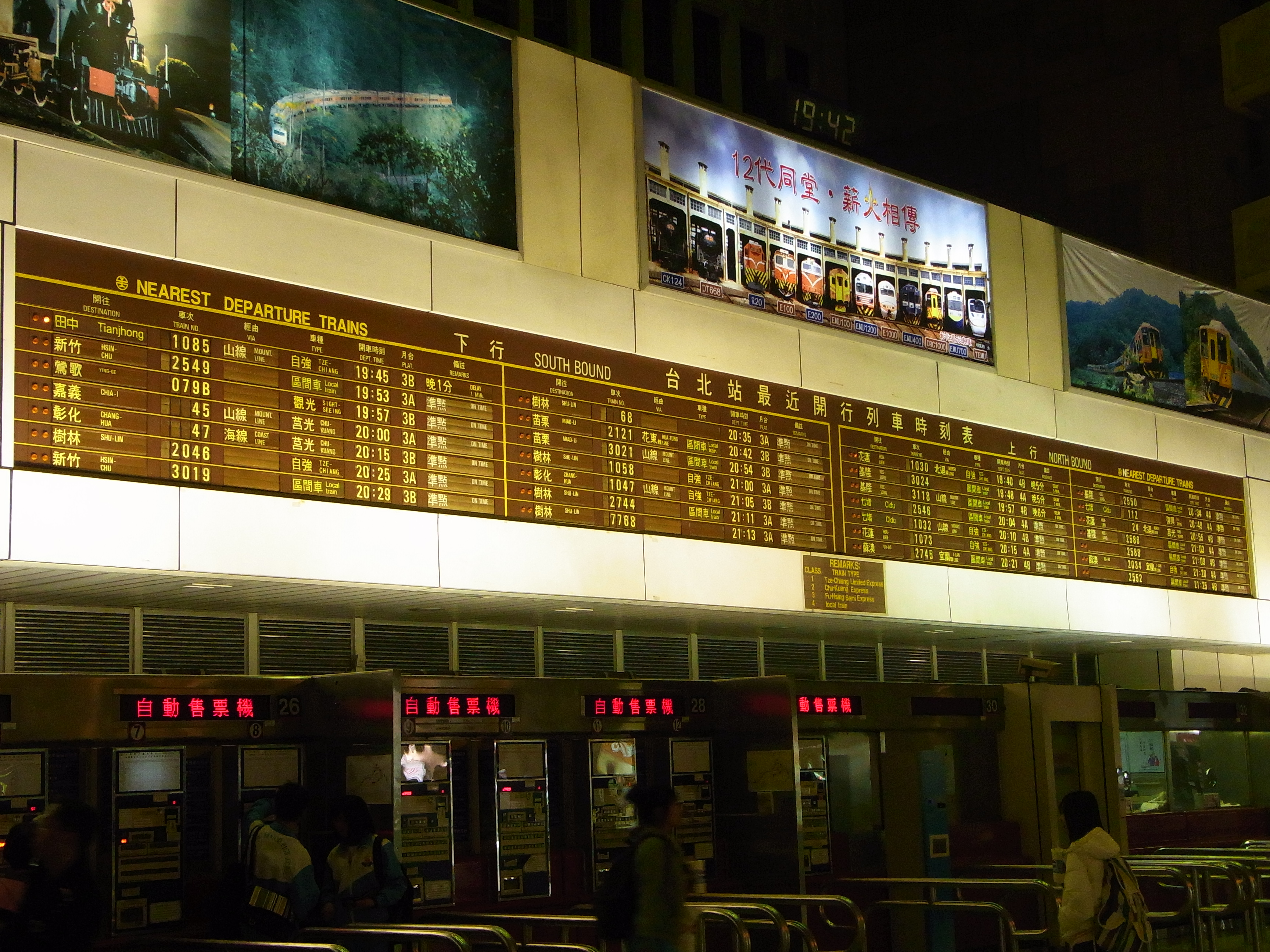
机械翻页显示屏幕，攝於台北车站

台北车站之大廳售票房上方、剪票口上方及月臺上方設有多部機械翻頁顯示板，原計劃在2011年的翻新工程中將大廳售票房上方的兩個翻頁顯示板全部拆除。但在本地鐵路愛好者的保育呼籲下，將其中一個翻頁顯示板移設至新票房上方，但是其他地方的翻頁顯示板則是慢慢汱除。截至2018年，新票房上方的翻頁顯示板與其他地方的LED或LCD螢幕共存並且功能完好。因機械故障因素，臺灣鐵路管理局原預計將於2019年年底拆除，改為LED或LCD螢幕之電子化時刻表，原翻頁顯示板將保存於臺北機廠鐵道博物館。但只是先停用，將原顯示板全部翻至空白頁鎖定，直至2024年1月13日拆除。

## 非信息性用途
翻页显示的美学效果是他们被以纯艺术形式使用的原因，例如在采用这一显示技术的美国密尔沃基现代艺术作品《行人戏剧》（Pedestrian Drama），以及Juan Fontanive的作品中；后者自2005年起即大量采用此种装置。
英国摇滚乐队“敌人”的专辑We'll Live and Die in These Towns，封面基于英国铁路车站的Solari翻页显示板而设计。
美国费城的“壁画艺术计划”（Mural Arts Program）中，使用一块机械翻页显示板，向进入展馆费尔摩礼堂的参观者展示欢迎信息，此外还有主宾、获奖者、赞助者等的特别欢迎辞（recognition）。

## 专利
- 美國專利第3,501,761号 选择性显示标志或单词的遥控显示装置